# Rise as God
Rise as God là một album phòng thu tiếng Hàn của bộ đôi TVXQ, phát hành vào ngày 20 tháng 7 năm 2015 bởi SM Entertainment. Được phát hành dưới dạng một album đặc biệt, đây là sản phẩm âm nhạc cuối cùng của bộ đôi trước khi tạm dừng hai năm để hoàn thành nghĩa vụ quân sự bắt buộc.
Không giống như các album trước của TVXQ, Rise as God nhận được rất ít quảng bá của công ty. Tuy nhiên, album đã nhận được đánh giá tích cực từ các nhà phê bình âm nhạc, và ra mắt ở vị trí số một trên Bảng xếp hạng album Gaon, bán được 150.000 bản vào cuối năm 2015.

## Danh sách bài hát
| STT              | Nhan đề                                                                    | Phổ lời                                          | Phổ nhạc | Thời lượng |
| ---------------- | -------------------------------------------------------------------------- | ------------------------------------------------ | --- | ---------- |
| 1.               | "현기증 (Vertigo)" (Hyungijeung)                                           | Moon Doori 100% Seojung ( Jam Factory )          | Max Schneider Dillon Pace Jenna Andrew Outer Earth Productions                                                      | 3:45       |
| 2.               | "샴페인 (Champagne)" (U-Know Yunho solo)                                   | Baek Geum-min Lee Soo-jung ( Jam Factory )       | August Rigo Peter Tambakis Ryan S. Jhun                                                                             | 3:43       |
| 3.               | "Rise As One" (Max Changmin solo)                                          | Kenzie                                           | Toby Gad Arty Josh Cumbee AFSHeeN Jessica Sanchez Nolan Sipe Flash Finger (Beat Burger) Koo King (Beat Burger) VACK | 3:01       |
| 4.               | "비를 타고... (Everyday It Rains)" (Bireul Tago... lit. "Follow the rain") | Hwang Hyun                                       | Jamie Jones Oskar Cartaya                                                                                           | 4:41       |
| 5.               | "Smile (웨딩드레스)" (Wedding dress)                                       | Cho Yun-kyung                                    | Teddy Riley DOM Lee Hyun-seung Daniel Obi Klein J.SOL                                                               | 3:46       |
| 6.               | "너는 내꺼 (Top of The World)" (Neoneun Naeggeo lit. "You are mine")       | Yoo Young-jin Ryan Yoo                           | Yoo Young-jin | 3:57       |
| 7.               | "Apology" (Changmin solo)                                                  | Kim Min-ji                                       | Harvey Mason Jr. Dewain Whitmore Deez                                                                               | 3:55       |
| 8.               | "Komplikated" (Yunho solo)                                                 | Hwang Ji-won Shin Jin-hye ( Jam Factory )        | Tay Jasper LDN NOISE                                                                                                | 2:49       |
| 9.               | "Dominus"                                                                  | Lee Joo-hyung (MonoTree) Kim Yoo-seok (MonoTree) | Lee Joo-hyung Kim Yoo-seok                                                                                          | 3:11       |
| 10.              | "Lucky Star"                                                               | Kim Bu-min                                       | Hitchhiker | 3:53       |
| Tổng thời lượng: | Tổng thời lượng:                                                           | Tổng thời lượng:                                 | Tổng thời lượng: | 36:41      |

## Danh sách nhân sự
Danh sách này được lấy từ ghi chú trong album Rise as God. 
- Lee Soo-man – producer
- Lee Sung-soo, Yoo Jeh-ni, Heo Min-young – A&R Director & Coordination
- TVXQ (U-Know Yunho, Max Changmin) – vocals, background vocals
- Lee Jae-myung – vocal director (tracks 1, 5)
- Jung Eun-kyung – recording, vocal editing (tracks 1–3, 5, 7, 10)
- Nam Kung-jin – mixing (track 1)
- Kim Tae-woo – background vocals (track 1)
- MonoTree – vocal directors, protocols, digital editing, vocal editing (tracks 2–4, 8–9)
- Kye Bum-joo – background vocals (tracks 2, 4)
- Byun Jang-mun – background vocals (track 2)
- Peter Tambakis – background vocals (track 2)
- August Rigo – background vocals (track 2)
- Goo Jong-pil of BeatBurger – mixing, bass (track 3)
- Jessica Sanchez – background vocals (track 3)
- Kim Chul-soon – recording, mixing (tracks 4, 7)
- Jamie Jones – background vocals (track 4)
- Lee Sung-ho – recording (track 5)
- Jung Wi-suk – mixing (tracks 5, 10)
- Kang Tae-woo – background vocals (track 5)
- Yoo Young-jin – directing, recording, mixing, background vocals (track 6)
- Jun Seung-woo – vocal director, background vocals (track 7)
- Tay Jasper – background vocals (track 8)
- Kim Su-chang – background vocals (track 9)
- Hitchhiker – directing, guitar, keyboard, bass (track 10
- Beat Burger (Jae Sim, Greg Hwang) – choreography director
- Mihawk Back – choreographer
- Kim Ye-min – art director
- Jung Go-woon – design
- Lee Yeong-hak – photographer
- Jung Bo-yun, Lee Ji-hye, Song Myung-hee, Lee Ji-eun, Oh Hyun-jung – jacket styling
- Lee Ji – Jacket Hair Styling
- Choi Hee-seon – Jacket Make-up
- Kim Jong-gun – "Rise as One" MV director
- Hong Wong-ki – "Champagne" MV director

## Xếp hạng

### Bảng xếp hạng hàng tuần
| Biểu đồ (2015)                                    | Xếp hạng cao nhất |
| ------------------------------------------------- | ----------------- |
| Bảng xếp hạng album hàng tuần của Hàn Quốc Gaon   | 1                 |
| Bảng xếp hạng album hàng tháng của Hàn Quốc Gaon  | 1                 |
| Bảng xếp hạng album cuối năm của Hàn Quốc         | 10                |
| Bảng xếp hạng album hàng tuần của Oricon Nhật Bản | 6                 |

### Doanh số
| Khu vực  | Đồ thị                     | Số lượng |
| -------- | -------------------------- | -------- |
| Hàn Quốc | Bảng xếp hạng album Gaon   | 151.625  |
| Nhật Bản | Bảng xếp hạng album Oricon | 34.396   |

## Ngày phát hành
| Quốc gia      | Ngày                     | Định dạng             | Nhãn             |
| ------------- | ------------------------ | --------------------- | ---------------- |
| Toàn thế giới | Ngày 20 tháng 7 năm 2015 | Tải xuống kỹ thuật số | SM Entertainment |
| Hàn Quốc      | Ngày 20 tháng 7 năm 2015 | Digital download CD   | SM Entertainment |